# Koronograf
Koronograf je teleskopski dodatak čija je namena da spreči prolaz direktne svetlosti zvezde, kako bi se mogli videti okolni objekti čija bi svetlost bila zaklonjena od odsjaja primarne zvezde. Koronograf je komponenta teleskopa koja se najčešće koristi za blokadu svetlosti na centralnom delu teleskopa, dok dozvoljava prolaz sekundarne svetlosti koja dolazi od okolnih izvora.
Koronografija je tehnika koja podrazumeva korišćenje kornografa za dobijanje svetlosti od sekundarnih izvora koji se nalaze na bliskim rastojanjima od mnogo jačih svetlosnih izvora. Koronografija daje dobre rezultate kod posmatranja bliskih objekata koji imaju drastično različite osvetljenosti, dok je njena preciznost mnogo manja za objekte manjih kontrasta.

## Otkriće
Koronograf je otkriven 1930. godine, a izumeo ga je francuski astronom Bernard Liot. Koronograf je konstruisan sa ciljem da se posmatra vrući gas sa korone koja je inače zaklonjena blještavom fotosferom. Do izuma ovog uređaja se korona mogla posmatrati jedino za vreme totalnih Sunčevih pomračenja. Koronograf danas ima veću primenu za oslabljivanje svetlosti glavne zvezde kako bi se dozvolilo posmatranje objekata u njenoj neposrednoj blizini, pošto svetlost od manje slabijeg objekta biva zaklonjena intenzivnijom svetlošću.

## Princip rada
Koronograf funkcioniše tako što svetlost pada na vidno polje teleskopa i odbija se na sekundarnom ogledalu koje je postavljeno na centru polja. Na mestu gde bi detektor snimio sliku, do objektiva stiže svetlost, tako da se umesto slike dobija zaklonjena tamna površina. Tamna površina apsorbuje najveći deo svetlosti sa centra vidnog polja. Preostala svetlost iz izvora koncentriše se oko ivica vidnog polja i može doći do formiranja prstenova oko ivice.
Svetlost koja je prošla stiže do Liotovog blokera koji ne dozvoljava prolaz prstenovima svetlosti centralne zvezde, dok propušta većinu svetlosti iz okolnih izvora. Idealizovani Liotonov koronograf blokira 99% svetlosti koja dolazi od glavne zvezde i oko 50% okolne svetlosti. Svetlost koja prolazi kroz bloker stiže do sočiva koja daju konačnu sliku. Ovom tehnikom se vrlo pojaćava kontrast na krajnjoj slici, tako da je rad sa Liotovim koronografom povoljan za proučavanje egzoplaneta i manjih bleđih diskova oko zvezde.
Nedostatak koronografa je u tome što u praksi usled atmosferske nehomogenosti dolazi do poremećenja svetlosti koja pada na teleskop. Iako van naše atmosfere ne dolazi do problema sa atmosferskom turbulencijom, i kod posmatranja pomoću svemirskih letelica postoje nedostaci. Svetlost je tada poremećena zbog optičkih nesavršenosti ili varijacija optike usled temperaturnih promena. Ovakvi efekti smanjuju sposobnost koronografije da ukloni neželjenu svetlost. Za rešavanje ovakvih problema koristi se adaptivna optika.

## Vrste koronografa
- Tračno-ograničavajući koronograf (koji ograničava trake) – koristi posebnu vrstu maske koja blokira svetlost i kontroliše difrakcione efekte. Koristi se kod svemirskog teleskopa Džejms Veb.
- Koronograf sa faznom maskom – kod njega se koristi transparentna maska pomoću koje se stvara samodestruktivna interferencija. Ovde svetlost blokira samu samu sebe, za razliku od blokade tamnim diskom. Ova vrsta koronografa se nalazi i pod imenom četvorofazni koronograf sa faznom maskom.
- Koronograf sa optičkim vrtlogom – koronograf koji koristi faznu masku koja zavisi od azimutalnog ugla. Razlikuju se skalarni i vektorski koronografi sa optičkim vrtlogom. Skalarni su oni kod kojih se fazna barijera nalazi umutar materijala, a kod vektorskih maska može da rotira u zavisnosti od polarizacije fotona.